# 貪口樹鬚魚
貪口樹鬚魚為輻鰭魚綱鮟鱇目棘茄魚亞目鬚角鮟鱇科的其中一種，分布於東太平洋的巴拿馬灣至加利福尼亞灣，屬深海魚類，棲息深度可達1750公尺，體長可達8.3公分，屬肉食性，雄魚寄生在雌魚身上。